# Academy (película)
Academy (アカデミー?) es una película de 2007 y coproducción japonesa-australiana dirigida por el director australiano Gavin Youngs. La película fue el debut como director de Gavin Youngs. Está protagonizada por Mariko Takahashi, Paul Ashton, Erica Baron, Megan Drury, Taiyo Sugiura, Daniel Maloney y Nick Hose.

## Sinopsis
La Academia Australiana de Arte (inspirada en la Victoria College of Arts en la realidad) no tiene la opción de "repetir un grado" y tiene reglas académicas estrictas que exigen a los estudiantes que no se desempeñan bien un año después de inscribirse abandonar los estudios inmediatamente sus estudios. Chiho, una estudiante internacional de Japón, está sola y causa conmoción con el objetivo de ser expulsada, mientras los estudiantes que la rodean intentan desesperadamente no ser expulsados. Por otra parte Takashi, también un estudiante japonés, se enamora de Wade, un aspirante a director de cine.

## Reparto
- Mariko Takahashi como Chiho
- Paul Ashton como Matthew
- Erica Baron como Michelle
- Megan Drury como Karen
- Taiyo Sugiura como Takashi
- Daniel Maloney como Wade
- Nick Hose como Byron
- Robert Ian Evans como Luc
- Jeff Bowen como Petersen